# Stanisław Pilat (chemik)
Stanisław Pilat (ur. 25 stycznia 1881 we Lwowie, zm. 3 lipca 1941 tamże) – polski chemik, kierownik Katedry Technologii Nafty i Gazów Ziemnych Politechniki Lwowskiej, radca Izby Przemysłowo-Handlowej we Lwowie w 1935 roku. 

## Życiorys
Był synem Tadeusza, profesora prawa administracyjnego i rektora Uniwersytetu Lwowskiego. W 1899 roku ukończył C. K. Gimnazjum im. Franciszka Józefa we Lwowie i rozpoczął studia na Politechnice Lwowskiej. Po kilku latach studiów we Lwowie wyjeżdża, aby kontynuować naukę w Berlinie, a następnie przenosi się na Uniwersytet w Würzburgu. Ukończył studia na Uniwersytecie w Lipsku w roku 1904 i uzyskał stopień doktora filozofii w dziedzinie chemii. Pracuje w Galicyjskim Towarzystwie Naftowym w Borysławiu i jednocześnie w rafinerii ropy w czeskich Pardubicach. W 1909 obejmuje zaproponowaną mu posadę dyrektora stworzonej państwowej rafinerii „Polmin” w Drohobyczu. Na początku listopada 1918 roku staje na czele Komisji Likwidacyjnej, mającej na celu reorganizację przemysłu naftowego w odrodzonej Polsce, w ramach działania Komisji jeździ do ośrodków naftowych w Trzebini, Czechowicach, Jaśle, Jedliczu, Gorlicach. Z czasem zarządza firmą „Mac Harway” i jest doradcą technicznym Karpackiego Towarzystwa Naftowego Galicji. Pracuje w tym okresie nad przebudową wszystkich rafinerii. W 1922 roku rozpoczyna działalność dydaktyczną, jako profesor na Katedrze technologii ropy naftowej i gazu ziemnego Politechniki Lwowskiej. Prace Pilata dotyczyły składników ropy naftowej, olejów smarowych, składu benzyn, metod podnoszenia ich liczb oktanowych, katalitycznego procesu uwodornienia węglowodorów gazowych i polimeryzacji alkenów w celu otrzymania benzyny syntetycznej. Opracował nowe metody przeróbki ropy naftowej, które znalazły zastosowanie w Polsce, Rumunii i Meksyku. Opracowana przez niego metoda frakcjonowania mieszanin naftowych na zimno jest obecnie stosowana w USA (patent USA nr 2141361 z 1938 roku). Opracował również proces produkcji sadzy z gazu ziemnego. Autor 18 patentów. W 1935 roku zawiera związek małżeński z Ewą Neyman. W okresie radzieckiej okupacji Lwowa nadal prowadził działalność naukową. W sierpniu 1940 był gościem Wszechzwiązkowego Komitetu ds. Nauki ZSRR w Moskwie. W grudniu 1940 roku kandydował do miejskiej rady delegatów pracujących. Członek rady miejskiej sowieckiego Lwowa.
Po zajęciu Lwowa przez Wehrmacht aresztowany przez Niemców w nocy z 3 na 4 lipca 1941 wraz z grupą 25 polskich profesorów lwowskich uczelni został tej samej nocy rozstrzelany na Wzgórzach Wuleckich.
Został uhonorowany w zbiorowym upamiętnieniu chemików polskich na grobowcu prof. dr. Wandy Polaczkowej i Heleny Czarnodolowej (wdów po chemikach) na Cmentarzu Powązkowskim w Warszawie; pod głównym napisem Tu umarli żyją umieszczono dedykację o treści: Oto mogiła chemików, których prochy w latach 1939–45 rozsiane zostały przez wroga nie znalazły miejsca w polskiej ciszy cmentarnej.

## Ordery i odznaczenia
- Krzyż Komandorski Orderu Odrodzenia Polski (11 listopada1936)[7][8][9]